# Horizocerus
Horizocerus – rodzaj ptaków z rodziny dzioborożców (Bucerotidae).

## Zasięg występowania
Rodzaj obejmuje gatunki występujące w Afryce Subsaharyjskiej.

## Morfologia
Długość ciała 32–80 cm; masa ciała samic 83,4–288 g, samców 96,6–399 g.

## Systematyka

### Etymologia
- Ortholophus: gr. ορθος orthos „pionowy, stojący”; λοφος lophos „czub, grzebień”[6]. Gatunek typowy: Buceros albocristatus Cassin, 1848.
- Horizocerus: gr. ὁριζω horizō „ograniczać”; κερας keras, κερως kerōs „róg”[7].
- Tropicranus: gr. τροπις tropis „kil statku”; κρανος kranos „kask, hełm”[8]. Gatunek typowy: Ortholophus cassini Finsch, 1903[a].

### Podział systematyczny
Takson wyodrębniony ostatnio z Tockus. Do rodzaju należą następujące gatunki:
- Horizocerus hartlaubi (Gould, 1861) – dzioborożec białobrewy
- Horizocerus albocristatus (Cassin, 1848) – dzioborożec białoczuby